# Serratia fonticola
Serratia Fonticola è una specie batterica del genere Serratia appartenente alla famiglia degli Enterobacteriaceae. 
Isolata per la prima volta nel 1989 dal ricercatore Giorgio Gavini, il batterio è diffuso maggiormente nelle acque dolci, nel suolo e nelle fognature (da cui il nome che significa "abitante delle fonti”). 

## Descrizione
S. fonticola, come la maggior parte delle specie di questo genere, si contrae per via nosocomiale. É molto resistente a vari tipi di disinfettanti e antibiotici a causa della vasta diversità di nutrienti che è in grado di metabolizzare il batterio, della capacità di sintetizzare l’enzima beta-lattamasi (che conferisce particolare resistenza agli antibiotici beta-lattamici) e della capacità di questa specie di scambiare i propri geni con altri batteri, permettendogli così un’alta adattabilità ai vari disinfettanti. 
Questa resistenza agli antibiotici beta-lattamici rende questa specie un potenziale problema negli ambienti ospedalieri. Tuttavia, rispetto alle altre specie del genere Serratia, sono molto rare le infezioni da parte di Serratia fonticola. Studi del PubMed Central hanno mostrato come su 17 pazienti analizzati in 16 anni, 14 presentavano infezioni multiple, in cui la presenza di Serratia Fonticola non portava una maggiore virulenza o peggiori esiti clinici e solo nei restanti 3 pazienti il batterio (in questo caso unico patogeno presente) ha avuto effetti patogeni sull’organismo. Dunque, la Serratia Fonticola non è considerata un patogeno umano primario, ma se contratto può causare forti danni all’organismo.

## Morfologia cellulare
S. fonticola è un batterio Gram negativo, mobile, asporigeno e non presenta una capsula esterna. Le sue colonie sono circolari, lucide, lisce, incurvate, con un diametro variabile tra 1 e 3 mm. Presentano inoltre una pigmentazione rosso-violacea, tipica di tutti i generi Serratia.

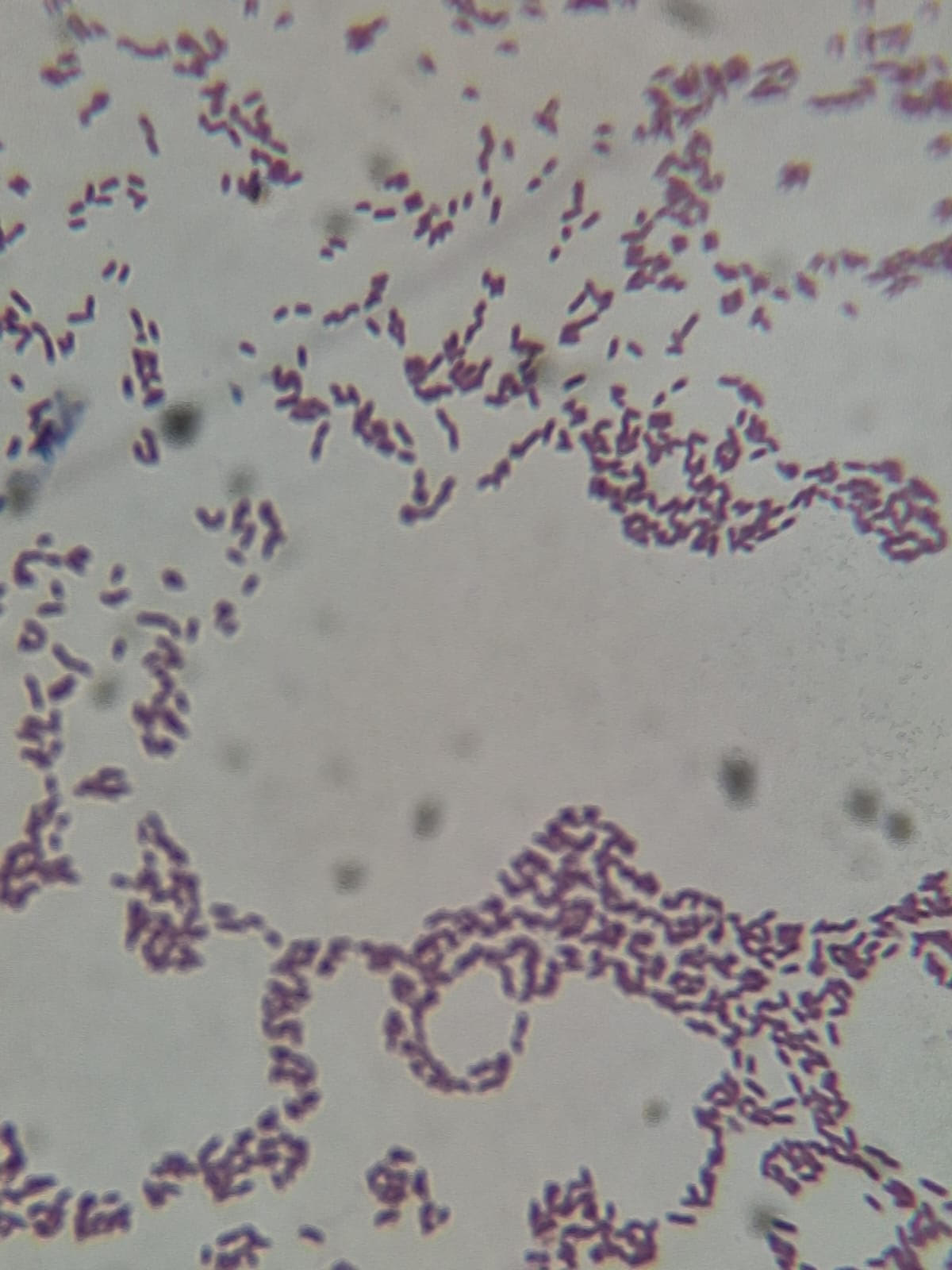
_{Batteri Gram negativi.}

Colorazione di Gram: con questa tipologia di vetrino si è verificato che il batterio è un bacillo Gram negativo (tratto comune di tutte le famiglie dell’ordine Enterobacteriales).
La mobilità della specie è stata verificata tramite un vetrino in vivo, utilizzando la nigrosina come colorante.
L’asporeginità è un carattere comune di tutte le enterobacteriaceae.
Quasi nessuna Serratia possiede la capsula, per questo è assente.

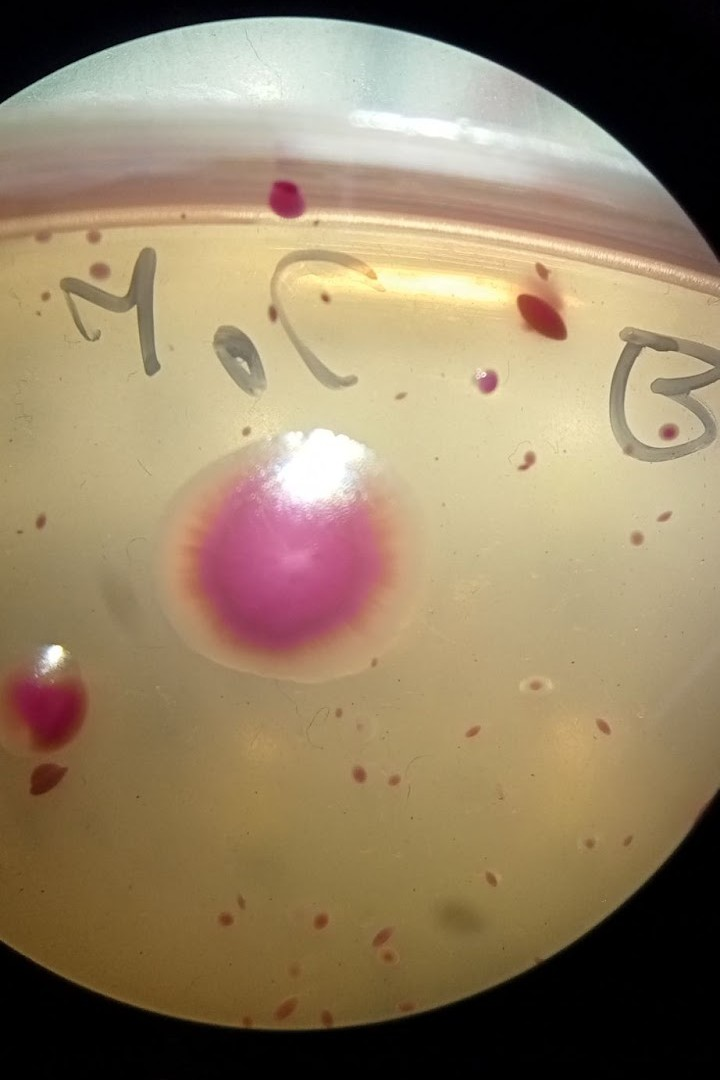
_{Colonia batterica.}

La morfologia della colonia corrisponde a quella tipica delle Serratie.
Il terreno utilizzato è il Violet red bile glucose agar, terreno selettivo (per via dei sali biliari e del cristal violetto presenti) specifico per la discriminazione delle Enterobactereaceae. 
Siccome la Serratia Fonticola è in grado di fermentare il lattosio, questo batterio può crescere anche sul Violet red bile glucose lactose agar, che appunto presenta il lattosio (utilizzabile solo dai coliformi e dalle Serratie). 
Per la semina è stato utilizzato un campione d’acqua di uno stagno.

## Caratteri fisiologici
S. fonticola è in grado di fermentare il glucosio (tratto comune di tutti gli enterobatteri) esclusivamente in anaerobiosi e tutti gli zuccheri presenti nella galleria Api20E. Presenta un intervallo di temperatura ottimale pari a 36°C e di pH ottimale pari a 7.4 ± 0.2. Inoltre, i batteri di questa specie sono aerobi/anaerobi facoltativi e sono alofili (in grado di sopportare alte concentrazioni saline pari a 7,5% di NaCl).

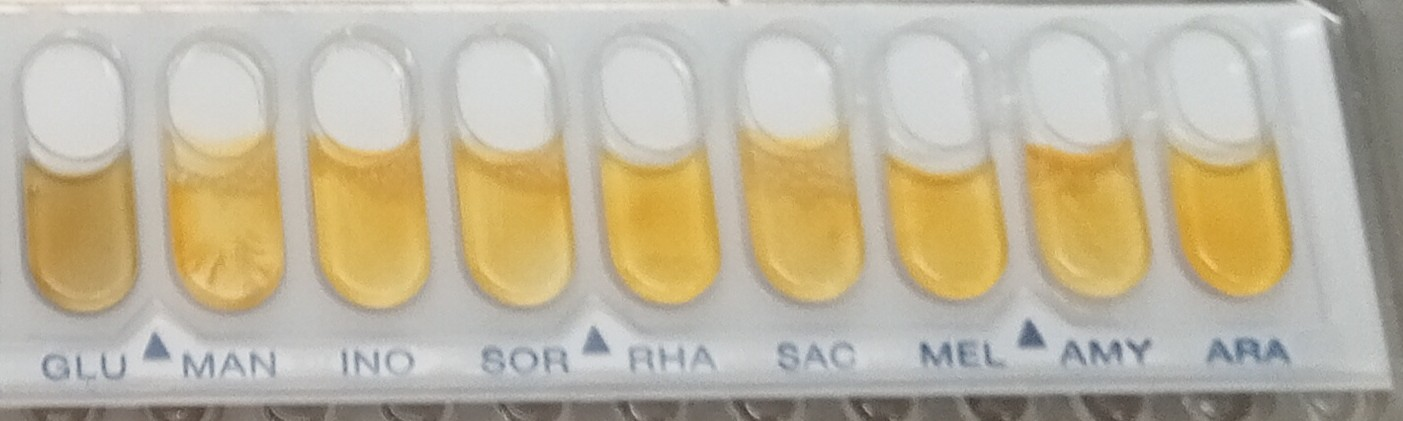
_{Risultato del test galleria Api.}

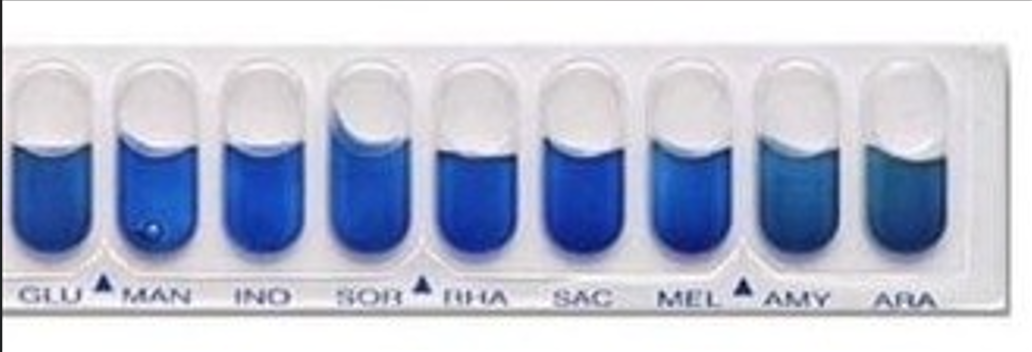
_{Corrispondente negativo} _{metabolizzazione zuccheri galleria Api.}

Per il riconoscimento del ceppo batterico trovato nel campione di acqua stagnante è stato effettuato un esperimento chiamato Galleria Api20E. Questo test prevede 20 microprovette contenenti diversi substrati disidratati da poter inoculare con una sospensione batterica. I tempi di incubazione sono di 15 ore a 37°C. In questo caso, l’Api test ci ha permesso di verificare quali zuccheri il nostro batterio fosse in grado di metabolizzare. La positività alla fermentazione degli zuccheri è data dal viraggio da colore blu a colore giallo. Dunque, il ceppo batterico è positivo alla fermentazione di tutti gli zuccheri presenti.

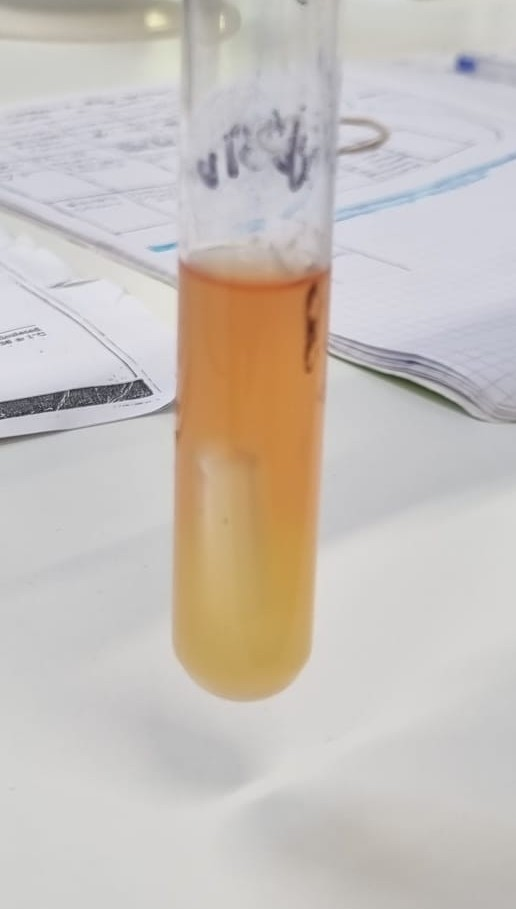
_{Glucosio.}

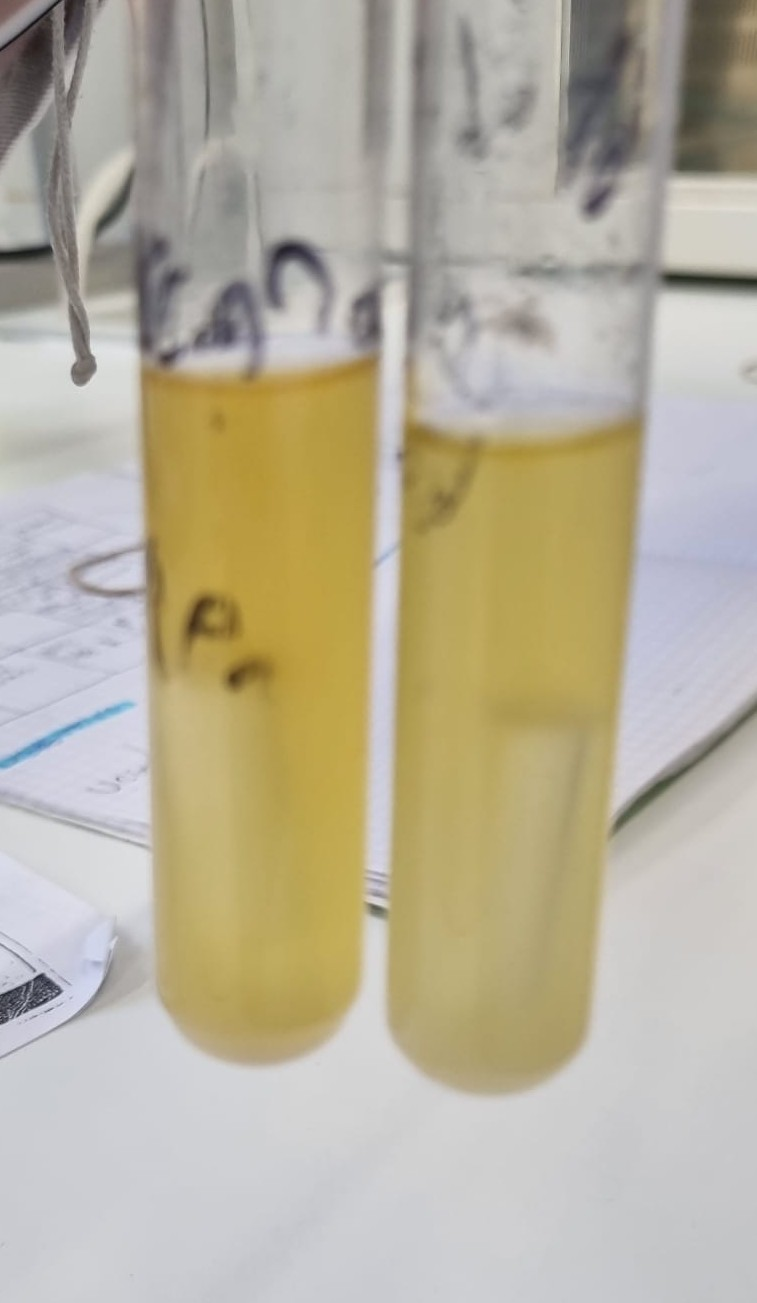
_{Lattosio e saccarosio.}

Sono stati effettuati dei test per confermare la fermentazione del glucosio (caratteristica comune di tutti gli enterobatteri) e di altri zuccheri quali saccarosio e lattosio. Per eseguire questi test, è stato utilizzato il brodo Phenol Red Broth, al quale è stato aggiunto uno zucchero per provetta all’1% e una campanellina. Grazie al rosso fenolo presente nel brodo, la fermentazione degli zuccheri, abbassando il pH del brodo, cambierebbe il colore della provetta da rossa a gialla. La campanellina, invece, serve per verificare se la fermentazione ha prodotto dei gas. In questo caso, si nota come nella provetta contenente il glucosio sia avvenuta una fermentazione solo in anaerobiosi. Mentre nelle altre due lo zucchero è stato fermentato completamente.
La fermentazione del glucosio e la verifica che il batterio analizzato sia un bacillo Gram negativo sono i due accertamenti fondamentali per iniziare uno studio sul riconoscimento enterobacteriaceae. 
Gli altri parametri dei caratteri fisiologici sono comuni a tutti i generi Serratia. 

## Proprietà biochimiche
Nessun batterio appartenente alla famiglia delle enterobacteriaceae produce tossine. Tuttavia la Serratia fonticola produce due enzimi che contribuiscono alla virulenza, ovvero l'enzima beta-lattamasi e l'enzima collagenasi. Tra gli altri enzimi che presenta questa specie batterica vi sono: 
- citratasi;
- ornitina decarbossilasi in anaerobiosi;
- ureasi;
- triptofano deaminasi;
- ossidasi negativa (tratto per contraddistinguere le enterobacteriaceae);
- catalasi positiva;
- β-galattosidasi.

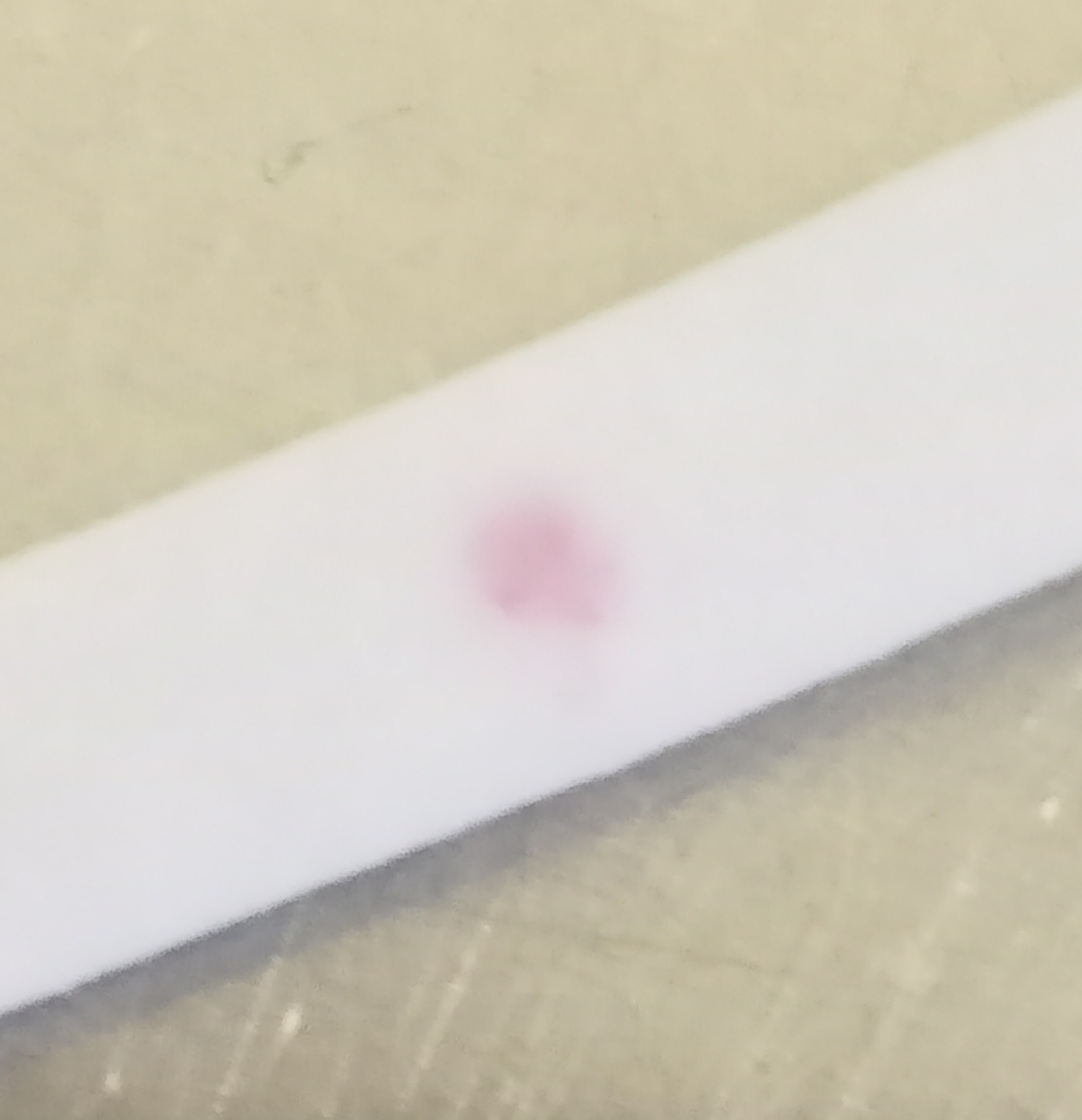
_{Test ossidasi negativo.}

Test ossidasi: questo test enzimatico permette di distinguere i batteri Gram negativi appartenenti alle due famiglie più diffuse: Enterobatteriaceae e Pseudomonadaceae. Infatti, le enterobacteriaceae sono tutte ossidasi negative. Questo test si effettua strisciando la coltura batterica su un filtro di carta intrinseco di citocromo C ridotto (questo perché l'enzima è in grado di trasferire gli elettroni di questa sostanza all’ossigeno puro formando acqua). Nel caso in cui il test risultasse positivo, la porzione di coltura strisciata cambierebbe colore da viola a blu.
Lo svolgimento di questo test ha confermato che il ceppo preso in esame è ossidasi negativo (colorazione viola). 

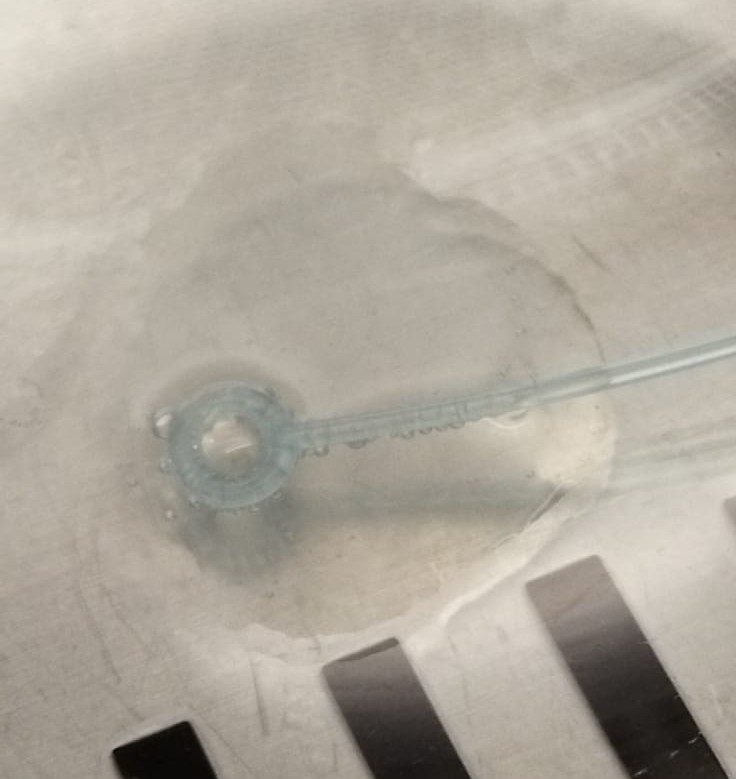
_{Test catalasi positivo.}

Test catalasi: questo test ci permette di verificare se il ceppo batterico è in grado di liberare ossigeno a contatto con acqua ossigenata. Intorno all’ansa sono presenti bollicine di ossigeno, dunque il batterio è catalasi positivo.

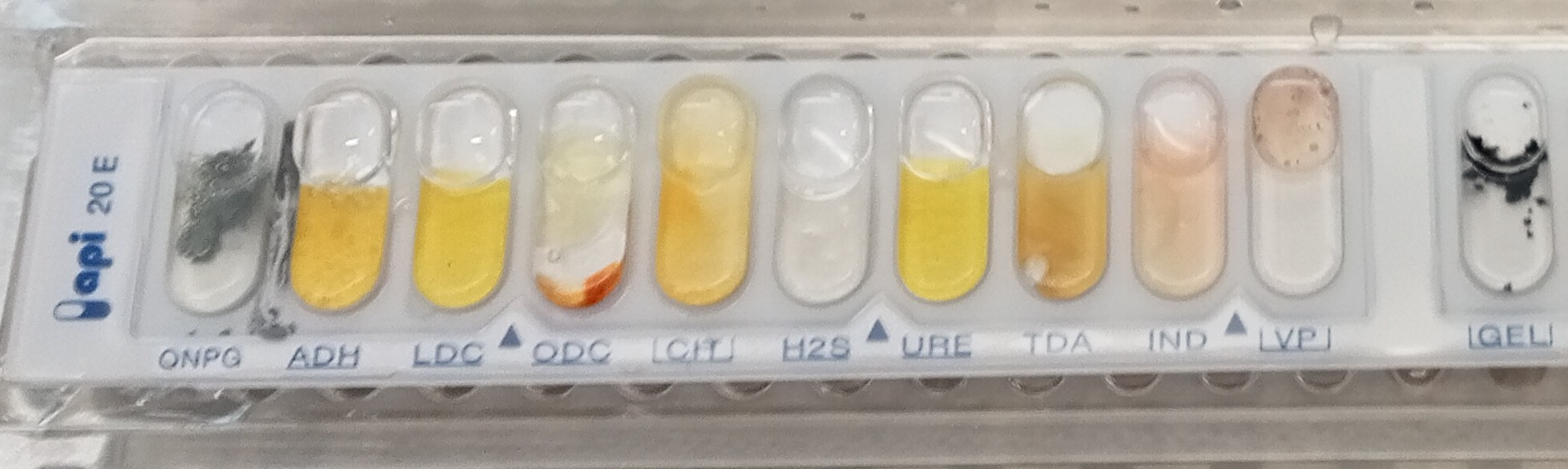
_{Risultati test enzimatici galleria Api.}

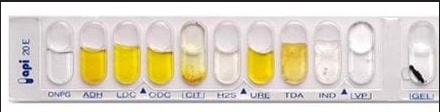
_{Corrispondente negativo.}

La galleria Api20E contiene anche microprovette con substrati che permettono di verificare quali enzimi presenta il batterio. Alcune provette hanno dato risposte anomale, ma effettuando ulteriori test si è verificata la corretta risposta enzimatica. In conclusione, questo ceppo è positivo ai test: ONPG; ODC; CIT; URE; TDA e presenta gli enzimi correlati a questi test (elencati precedentemente).

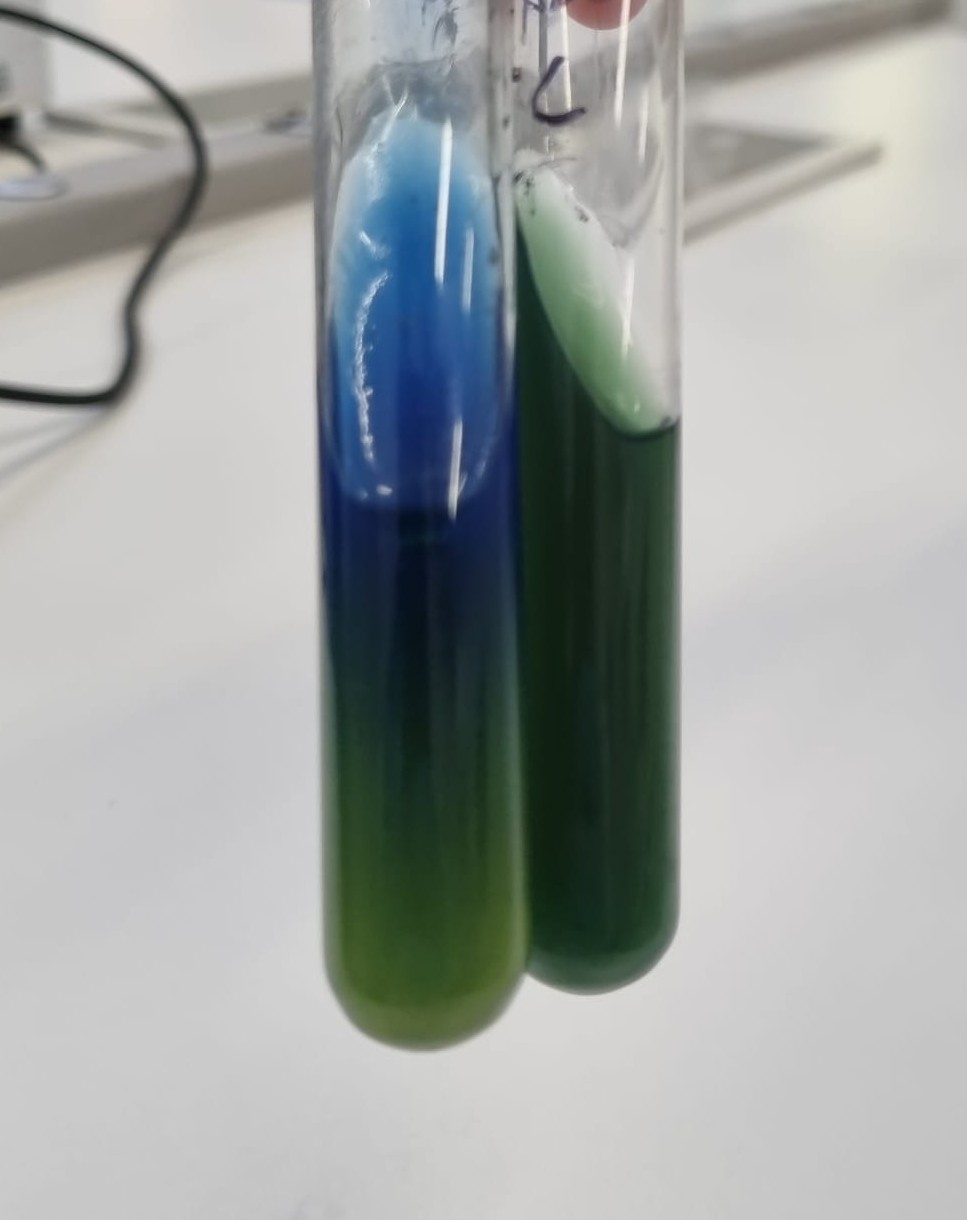
_{Risultati Simmons Citrate.}

Tra i test che hanno ottenuto risposta dubbia nella galleria Api c’è il test biochimico Simmons Citrate, il quale studia la presenza all'interno di un batterio dell’enzima citratasi, in grado di utilizzare il citrato di sodio. Per verificare più accuratamente la positività o meno del test sono stati dunque allestiti due becchi di clarino con il terreno Simmons citrate agar, le quali sono poi state incubate a 36°C per 48 h.
L'utilizzo del citrato di sodio porta a una variazione di pH neutro (con colorazione verde) a pH basico (con colorazione blu). Dunque, si può notare come questo ceppo batterico sia positivo al test in aerobiosi. 
Test enzimatico indolo: Il test per la citratasi fa parte delle prove di IMViC (che comprende 4 test per l’identificazione di enterobatteri). Tra questi vi è anche l’indolo test, un test enzimatico per verificare la presenza dell’enzima triptofanasi (in grado di metabolizzare il Triptofano in indolo). Per svolgere questo test bisogna seminare il ceppo batterico preso in esame in una provetta di acqua peptonata e mettere quest'ultima a incubare per 48 ore a 36°C. Finito il periodo di incubazione, sgocciolare due gocce di reattivo di Kovacs all'interno della provetta. Se dopo qualche minuto si forma un anello rosso sulla superficie della provetta, il batterio è positivo al test. 
Contrariamente a quanto avvenuto nella galleria Api, questo ceppo batterico è risultato negativo al test enzimatico seguendo questa procedura. Dunque, si prende come prova più veritiera il test enzimatico eseguito singolarmente e il batterio è negativo al test dell’indolo.
Test enzimatico VP (Voges-Proskauer): Secondo test appartenente alle prove di IMViC. Questo test è utilizzato per verificare la produzione della acetoina, come metabolita del glucosio, in seguito all'aggiunta di determinati reagenti. Il protocollo si svolge seminando il ceppo batterico nel MR-VP broth (17 g/L). Dunque si sterilizzano due provette contenenti il brodo, si effettua la semina di una delle due (utilizzare l'altra come C.T.) e si incuba il tutto a 36°C per 48 ore. Al termine dell’incubazione si aggiungono i due reagenti, ovvero 2 gocce di KOH al 40% e due gocce di Alpha naftolo al 5%. Se passati 10 minuti si forma un complesso rosso intenso, il test risulterà positivo. In caso contrario, il test sarà negativo e dunque il batterio non produce l’acetoina durante la fermentazione. 
Anche in questo caso, la galleria Api ha riportato un risultato leggermente differente dal protocollo appena descritto. Infatti, nella provettina della galleria si è formato un complesso rosa tenue, mentre nel test preso singolarmente non si è formato alcun complesso. Anche in questo caso si dà più importanza al test effettuato singolarmente; il batterio è dunque negativo al test VP.
Test enzimatico MR (rosso metile): Terzo test enzimatico delle prove di IMViC. Viene utilizzato per verificare la produzione di acidi stabili da parte del batterio. Si utilizza lo stesso brodo utilizzato per il test VP (MR-VP broth). Dunque il procedimento è il medesimo fino all’incubazione. In seguito si aggiungono due gocce di rosso metile (da cui il nome del test). Se la provetta diventa rossa, il pH da neutro sarà diventato acido e il test risulterà positivo. In caso contrario, non vi sarà una variazione di pH e il test sarà negativo (ed il rosso metile assume il colore giallo). 
Le provette non hanno subito variazione di colore, dunque il batterio non è in grado di produrre acidi stabili e il test è negativo.
Test enzimatico ureasi: Test utilizzato per verificare la presenza dell’ureasi, enzima in grado di idrolizzare l’urea in ammoniaca e anidride carbonica. Il test si svolge preparando un terreno di cultura generica, autoclavarloo e aggiungergli l’urea sterile (non autoclavabile). Dunque si lascia solidificare il terreno a becco di clarina e si semina il ceppo batterico. Si incuba a 36°C per 48 ore. Se al termine dell’incubazione la provetta varia colore, diventando fucsia, il test risulterà positivo.
Al termine dell’incubazione, le provette gialle di ureasi agar hanno subito una variazione di colore da giallo a fucsia. Ciò indica un cambiamento di pH da neutro a basico per la presenza dell’ammoniaca. Dunque il batterio è positivo al test e presenta l’enzima ureasi. 

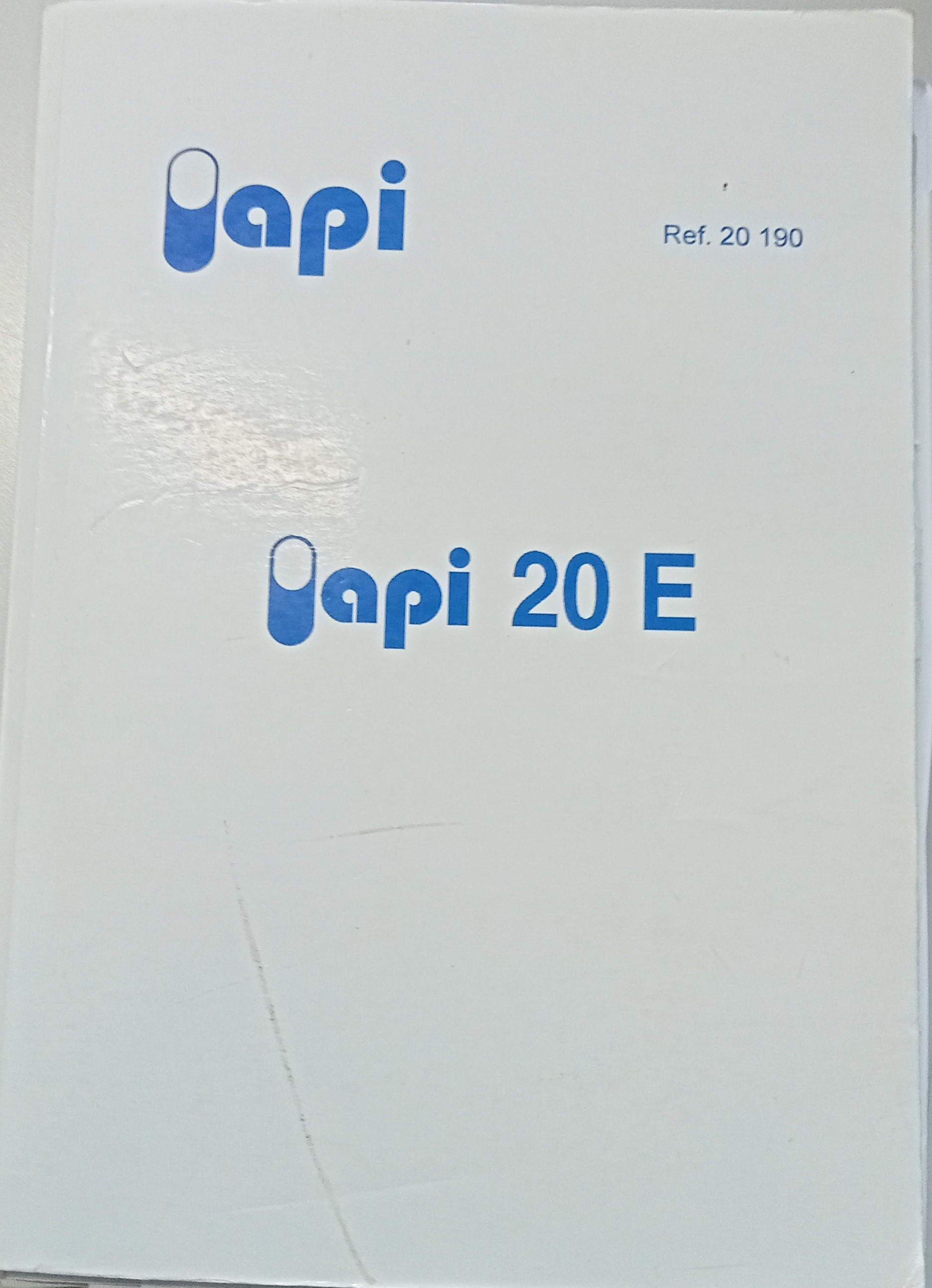
_{Manuale Api20E.}

I dati della galleria Api (perfezionati con quelli delle singole prove effettuate) permettono di fare un riscontro sul manuale Api20E.
In questo manuale, infatti, sono presenti tutti gli enterobatteri e le rispettive percentuali di positività o negatività alle varie prove della galleria.

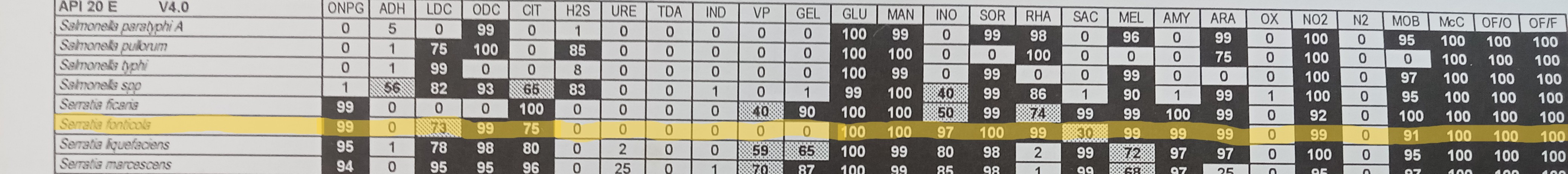
Risultati galleria Api per Serratia fonticola.

Dopo un’attenta analisi, i dati corrispondono quasi completamente alla specie batterica Serratia Fonticola.
Enterotube: alcuni dei test della galleria Api sono effettuabili anche con l’utilizzo dell’enterotube. Questo sistema di identificazione dei batteri è una sonda costituita da 12 cellette contenenti ciascuna un diverso terreno per determinate prove.

## Patogenesi
Sintomi comuni a tutti i generi Serratia:
- febbre;
- brividi;
- shock settico;
- insufficienza respiratoria;
- infezioni del tratto urinario;
- infezioni del tratto respiratorio;
- meningite;
- infezioni intra-addominali;
- infezioni cutanee;
- osteomielite e artrite;
- endocardite;
- infezioni oculari;
- infezioni dei tessuti molli;
- otite;
- parotite.[2]

| EFFETTI DELLA SERRATIA FONTICOLA SULL'UOMO | |
| Infezioni della cute e dei tessuti molli   | Manifestate solitamente in seguito a traumi, ferite o utilizzo di dispositivi medici invasivi non sterilizzati accuratamente (es: cateteri; drenaggi). Sintomi: - Arrossamento e gonfiore della pelle; - Dolore; - Pus o secrezioni; - Lesioni cutanee. |
| Sepsi (infezione del sangue)               | Nel caso in cui il batterio dovesse entrare nel flusso sanguigno porterebbe a: - Bassa pressione sanguigna; - Shock settico; - Confusione mentale. |
| Degradazione delle proteine dell’ospite    | La presenza dell’enzima collagenasi (un tipo di proteasi) nella specie S. Fonticola permette al batterio di danneggiare le proteine strutturali dell’ospite, facilitando così la diffusione del batterio stesso. Inoltre, le proteasi del batterio sono anche in grado di intaccare le difese immunitarie, degradando anticorpi o proteine specifiche del sistema immunitario. |
| Infezione delle vie urinarie               | I cui sintomi sono: - Dolore o bruciore durante la minzione; - Minzione frequente o urgente; - Urina torbida o con un odore forte. |
| Infezione delle vie respiratorie           | Come polmoniti. |

## Cura e prevenzione
Essendo la specie S. Fonticola molto resistente a vari antibiotici e disinfettanti, la cura di una sua infezione prevede un trattamento personalizzato (in base al tipo di infezione, alla resistenza antibiotica del batterio isolato e alla forza delle difese immunitarie dell’organismo infetto) che prevede vari step, ognuno seguito strettamente da un medico specializzato. 
Primo step: DIAGNOSI In questo step il medico effettua colture microbiologiche di un campione del paziente. Ciò permette di identificare il batterio, il quale viene successivamente sottoposto al test dell’antibiogramma, per verificare quale antibiotico è più efficace.
Secondo step: TERAPIA ANTIBIOTICA Nel caso della Serratia Fonticola, gli antibiotici potenzialmente più efficaci sono:
- Chinoloni: ad esempio ciprofloxacina o levofloxacina, utilizzati per infezioni urinarie;
- Aminoglicosidi: quali gentamicina o amikacina, efficaci per infezioni sistemiche o gravi;
- Tigeciclina: usata per infezioni complicate o resistenti.

Dato il numero ristretto di antibiotici utilizzabili è necessario un consumo controllato di antibiotici, per evitare forme di inefficacia.
Terzo step: TERAPIE AGGIUNTIVE Queste terapie consistono, ad esempio, nella rimozione di dispositivi medici o drenaggi contaminati, in terapie di supporto per sepsi, nella rimozione di tessuti infetti o in terapie per infezioni respiratorie gravi. In generale queste terapie vanno combinate con antibiotici per il trattamento di infezioni da S. Fonticola molto gravi. 
Quarto step: MONITORAGGIO Questo step consiste nel controllare la risposta clinica (miglioramento di febbre e sintomi) e nella ripetizione delle colture microbiologiche per verificare l’eliminazione del batterio o meno.
Quinto step: PREVENZIONE delle RECIDIVE Questo step prevede il controllo e la prevenzione della rimanifestazione della malattia nonostante un'apparente guarigione. Ciò si può fare sia a livello ospedaliero, adottando un miglioramento dell’igiene (sostituzione regolare dei cateteri e drenaggi, miglior controllo della sterilità degli strumenti, pulizia frequente delle superfici con appositi disinfettanti per microrganismi Gram negativi), sia a livello individuale (gestione delle ferite, utilizzo appropriato di antibiotici, rafforzamento del proprio sistema immunitario).